# 王惠 (1922年)
王惠（1922年—），云南昆明人，中华人民共和国政治人物。

## 生平
中国民主建国会会员。1944年，毕业于重庆大学商学院。1944年至1953年，任成都志诚高级商业学伩教员，昆明光裕银行行员，重庆永昌样商号职员，重庆永大电器厂副经理。1954年后，历任宜宾市工商联主委，新宜化工厂厂长，宜宾地区商业局副局长，宜宾行署副专员、督导员，四川省商业经济学会副会长。1979年后，任四川省工商联副主委、四川省民建、工商联咨询公司董事长。是第七届全国政协委员。